# ستانسلاف جيرزي ليك
ستانسلاف جيرزي ليك (بالبولندية: Stanisław Jerzy Lec)‏ (6 مارس 1909-7 مايو 1966) هو شاعر وكاتب بولندي، وهو من أهم الكتاب البولنديين.

## روابط خارجية
- ستانسلاف جيرزي ليك على موقع الموسوعة البريطانية (الإنجليزية)
- ستانسلاف جيرزي ليك على موقع ديسكوغز (الإنجليزية)